# Kap Lockyer
Das Kap Lockyer ist eine felsige Landspitze an der Südostseite der Insel Heard im südlichen Indischen Ozean. Das Kap liegt 2,5 km nordöstlich des Lambeth Bluff.
Wissenschaftler der Australian National Antarctic Research Expeditions kartierten es 1948 und benannten es nach Leutnant H. C. J. Lockyer von den freiwilligen Reservestreitkräften der Royal Australian Navy, Offizier an Bord der HMAS Labuan, dem Rettungsschiff dieser Forschungsreise.